# Diocesi di Sebarga
La diocesi di Sebarga (in latino Dioecesis Sebargensis) è una sede soppressa e sede titolare della Chiesa cattolica.

## Storia
Sebarga, nell'odierna Tunisia, è un'antica sede episcopale della provincia romana dell'Africa Proconsolare, suffraganea dell'arcidiocesi di Cartagine.
Unico vescovo conosciuto di questa diocesi africana è Restituto, che prese parte al concilio di Cartagine del 525.
Dal 1933 Sebarga è annoverata tra le sedi vescovili titolari della Chiesa cattolica; dal 14 giugno 2024 il vescovo titolare è Nuno Isidro Nunes Cordeiro, vescovo ausiliare di Lisbona.

## Cronotassi

### Vescovi residenti
- Restituto † (menzionato nel 525)

### Vescovi titolari
- Maurizio Raspini † (6 gennaio 1965 - 6 aprile 1972 deceduto)
- Maurice-Adolphe Gaidon † (13 agosto 1973 - 20 gennaio 1987 nominato vescovo di Cahors)
- Roberto Joaquín Ramos Umaña † (7 marzo 1987 - 25 giugno 1993 deceduto)
- Gáspár Ladocsi (18 aprile 1994 - 7 marzo 1998 dimesso)
- Franz Dietl † (22 dicembre 1998 - 22 marzo 2024 deceduto)
- Nuno Isidro Nunes Cordeiro, dal 14 giugno 2024